# Maniac Cop 2
Maniac Cop 2 ist ein US-amerikanischer Horrorfilm aus dem Jahr 1990 und die erste Fortsetzung von Maniac Cop, beide wurden von William Lustig inszeniert. Ein dritter Teil folgte 1993.

## Handlung
Der untote und im Gesicht entstellte Maniac Cop Matthew „Matt“ Cordell, der vor seinem Tod Polizist war, will sich an den Cops rächen, die ihn umgebracht haben. Ebenso plant er, die Häftlinge zur Verantwortung zu ziehen, durch die er im Gefängnis zusammengeschlagen wurde und die ursächlich schuld an seinem jetzigen Zustand sind. Auf diesem Rachefeldzug begegnet ihm der Frauenmörder Stephen Turkell, der es in New York City auf manische Weise auf attraktive Stripperinnen abgesehen hat und sich Cordell anschließt, indem Turkell dem wortkargen Maniac Cop geheimen Unterschlupf in seiner Wohnung anbietet. Detective Sean McKinney versucht zusammen mit der Polizeipsychologin Susan Riley, das unheilvolle Duo zu stoppen. McKinney möchte Cordell durch einen Köder anlocken: Teresa Mallory, die Freundin eines Mannes, den Cordell bereits umgebracht hat. Als eine Polizistin die junge Frau ins Revier bringen will, werden sie von Cordell angegriffen. Sie fliehen in einem Taxi, während Cordell sie in einem gestohlenen Polizeiauto verfolgt. Mallory kann ihm nur knapp entkommen, wird aber später zu ihrem Schutz für tot erklärt.
Nachdem Stephen Turkell gefasst wird, lässt sein neuer Freund nicht lange auf sich warten, um ihn zu befreien. Cordell begibt sich in das Polizeirevier, wo Turkell arrestiert ist und erschießt dort alle Polizisten, die sich ihm in den Weg stellen. Zusammen mit Turkell, dessen Mitgefangenen Blum und Susan Riley als Geisel zieht er weiter bis ins Sing Sing. Nach Turkells Plan wollen sie dort alle Schwerverbrecher befreien und so ihre eigene „Armee“ aufstellen.
Detective Sean McKinney hat Cordells Plan durchschaut, der eigentlich nur nach Gerechtigkeit für sich unterwegs ist, da er seinerzeit von seinen eigenen Leuten verraten wurde und für ihre Korruptionsgeschäfte ins Gefängnis musste und wo er von den Häftlingen misshandelt wurde. McKinney sieht die einzige Chance Cordell zu stoppen darin, ihn zu rehabilitieren. Er überzeugt Commissioner Edward Doyle, dass er sich seiner Verantwortung stellt, das Verfahren gegen Cordell wieder aufnehmen lässt und die ihm angelastete Korruption selbst gesteht. Cordell vernimmt diese Nachricht und bricht die Befreiung der Gefangenen ab. Da er aber bereits im Gefängnis angekommen ist, wendet er sich den Häftlingen zu, mit denen er persönlich noch abzurechnen hat. Diese versuchen Cordell zu töten, was ihnen aber nicht gelingt. Er hingegen geht als brennende Fackel, nachdem die Häftlinge versucht haben ihn in Brand zu setzen, durch die Zellen und umarmt alle, die sich ihm entgegenstellen, auch Turkell. Mit ihm stürzt er aus dem Fenster und bringt ungeplant auf dem Gefängnishof die Polizeiwagen zur Explosion.
Bei einer feierlichen Beisetzung der Überreste von Matt Cordell, wird ihm die Rehabilitation offiziell ausgesprochen. Nachdem sich die Trauergäste vom noch offenen Grab entfernt haben, durchschlägt eine Hand den Sarg von innen.

## Kritiken
Kino.de wertete: „Schwarzer Humor zeichnet die actionreiche Fortsetzung der Geschichte um den hintergangenen Polizisten Matt Cordell aus. Der neue Film der Macher Larry Cohen […] versammelt mit Robert Davi (‚James Bond 007 -Lizenz zum Töten‘), Bruce Campbell (‚Maniac Cop‘, ‚Tanz der Teufel II‘) und natürlich wieder Robert Z’Dar als Cordell eine passende Crew vor der Kamera. So ist ein gutes Genre-Produkt entstanden, die Möglichkeit eines dritten Teils deutet sich an. Eine hartgesottene Videopremiere, die nicht nur die Fans des Killer-Polizisten erfreuen sollte.“

## Besetzung und Synchronisation
| Schauspieler          | Rolle                   | Synchronsprecher   |
| --------------------- | ----------------------- | ------------------ |
| Robert Davi           | Detective Sean McKinney | Klaus Kindler      |
| Claudia Christian     | Susan Riley             | Dagmar Heller      |
| Michael Lerner        | Edward Doyle            | Lambert Hamel      |
| Bruce Campbell        | Jack Forrest            | Stephan Rabow      |
| Laurene Landon        | Teresa Mallory          | Katharina Lopinski |
| Robert Z’Dar          | Matt Cordell            |                    |
| Clarence Williams III | Joseph T. Blum          | Willi Röbke        |
| Leo Rossi             | Stephen Turkell         | Michael Rüth       |
| Lou Bonacki           | Detective Lovejoy       | Michael Gahr       |
| Paula Trickey         | Cheryl                  | Kathrin Simon      |
| Charles Napier        | Lew Brady               |                    |

## Veröffentlichungen
Der Film wurde am 19. September 1991 in einer um 30 Sekunden zensierten Fassung von VPS auf Video veröffentlicht. Das Label E-M-S brachte ihn auf DVD ungeschnitten am 14. Februar 2002 auf den Markt. Am 15. November 2023 wird er erstmals in Deutschland auf Blu-ray in einem Mediabook von Fokus Media erscheinen, welches von den Kunden vorbestellt und dann in einer strengen Limitierung erworben werden kann.

## Indizierung
Maniac Cop 2 wurde am 31. Dezember 1991 indiziert. Die Listenstreichung erfolgte gemäß §18 Abs. 7 JuSchG am 30. November 2016.